# Zele
För andra betydelser, se Zele (olika betydelser).

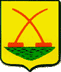
Zeles vapen

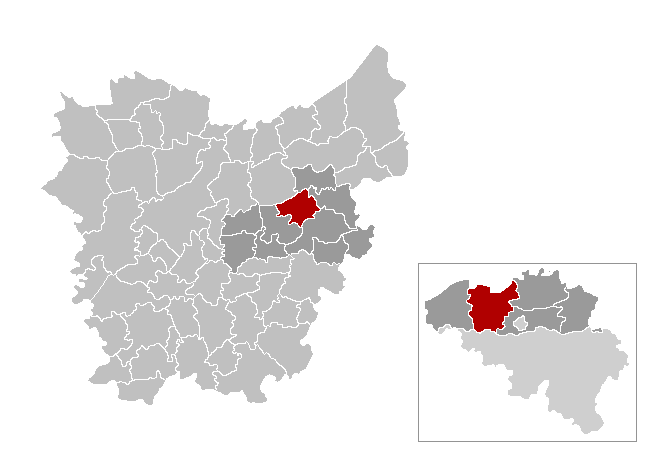
Zeles läge inom provinsen Östflandern

Zele är en kommun i provinsen Östflandern i regionen Flandern i Belgien. Zele hade 20 763 invånare per 1 januari 2011.